# La Lande-Chasles
La Lande-Chasles är en kommun i departementet Maine-et-Loire i regionen Pays de la Loire i nordvästra Frankrike. Kommunen ligger i kantonen Longué-Jumelles som tillhör arrondissementet Saumur. År 2022 hade La Lande-Chasles 119 invånare.

## Befolkningsutveckling
Antalet invånare i kommunen La Lande-Chasles
| Referens: INSEE |